# 西來庵事件
西來庵事件，又稱余清芳事件、玉井事件、噍吧哖事件，是發生於臺灣日治時期大正四年（1915年）的武力抗日事件，領導人為余清芳、羅俊、江定等人，是臺灣日治時期諸多起事之中規模最大、犧牲人數最多的一次，同時也是臺灣人（主要為漢族閩南人與原住民族大武壠族）第一次以宗教力量大規模武力抗日的重要事件。

## 事件名稱
因為策劃起事的地點在西來庵五福王爺廟，故日方稱以「西來庵事件」，起事的首領是余清芳，故又稱「余清芳事件」；又由余清芳等人與日軍在噍吧哖（今臺南市玉井區）交戰，故亦稱「噍吧哖事件」或「玉井事件」。

## 事件經過

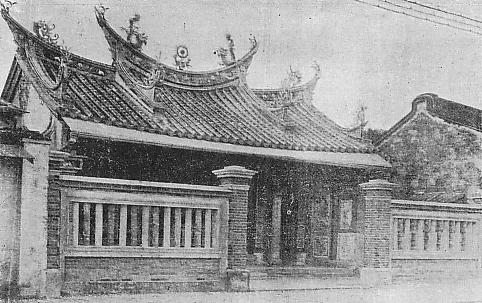
臺南西來庵：余清芳宣揚其抗日行動處，原本在臺南市亭仔腳街（今日青年路121號）附近

### 事件背景
清代時，中台灣與南台灣有數千家「自營糖廍」，自行買賣甘蔗且自產自銷砂糖。也有許多小樟腦商，他們招募工人，帶著工具，就自行上山開採。但日本時代，甘蔗全被日本人的糖廠給托拉斯收購，山林地區只要沒有權狀或其他產權証明，將全部變成國有地，禁止私人開採樟腦。許多人對日本人開始不滿。加之1913與1914年期間，台灣爆發兩次嚴重的颱風災情，白米跟砂糖價格都飆漲。剽悍的噍吧哖農民，本來就常練習宋江陣、舞獅等武術陣頭，民間時常械鬥，種下了舉事的因子。

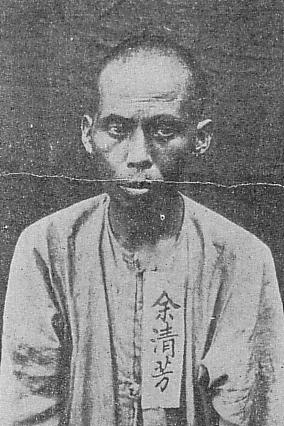
余清芳
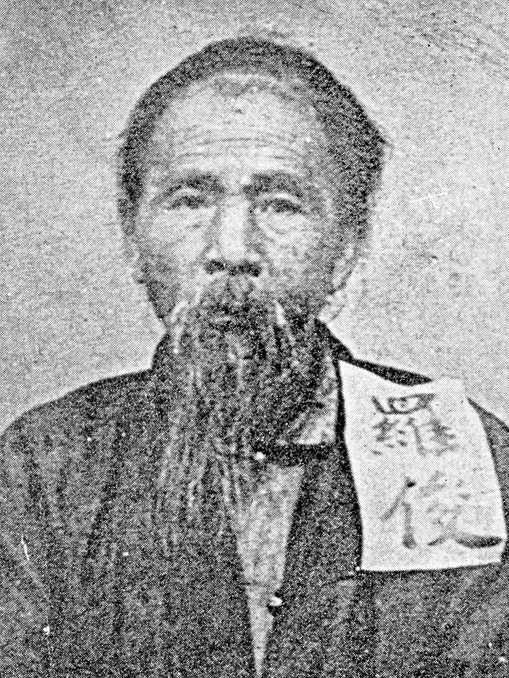
羅俊
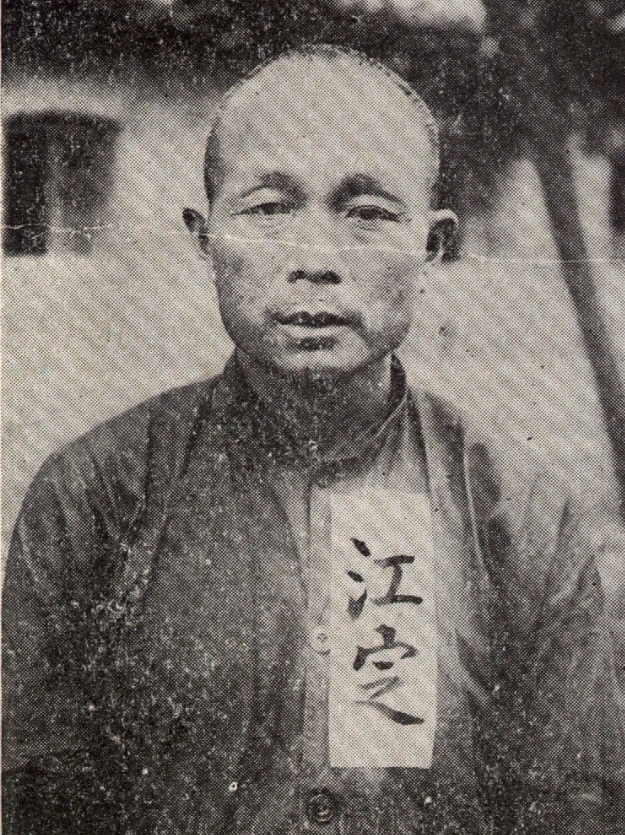
江定

### 消息走漏

#### 基隆大仁丸事件
根據臺中地方法院檢察長土屋達太郎向總督安東貞美呈報「臺中地方法院管轄內革命陰謀事件」之內容，臺中廳警務課巡查藤澤繁造於大正四年（1915年）4月18日對上級提出收到「盛傳中國軍將要攻打臺灣」的情報，當局之後便對「僑居」臺灣的中國人及跟這些中國人有所往來的臺灣人暗中展開調查:23:190:82。不久後發現在燕霧下堡黃厝庄（今彰化縣大村鄉黃厝村）的武秀才賴宜和保正賴格二人的住宅有數名中國人出入，且隱身在黃厝庄山中加油坑的一間廟裡，似乎有所陰謀並在招募黨員:23:190。臺中廳長得知此一消息後，下令員林支廳長再暗中調查，結果查出該年（1915年）1月時，擺塘庄的賴淵國跟賴宜曾有往來，且有姓名不詳的中國人和他們在一起:23:190。賴淵國此後成為警方關注對象，留意他的往來書信:191。
在此同時余清芳等人原本委託李鏡成到中國大陸將熟悉符法的「紅髯姑」、「和尚」等人接到臺灣，但卻遲遲等不到他返臺:83。於是余清芳等人決定派謝成、蘇東海、林元、陳生等四人前去中國大陸一探究竟，將「符法高手」接來臺灣:83。大正四年 （1915年）5月2日，蘇東海曾與張重三找賴淵國詢問資金募集情況:83。5月13日左右，羅俊、謝成、賴淵國三人到余清芳的工廠取600圓的資金，之後5月19日蘇東海北上與其他人碰面，準備一同搭船前往中國大陸:83。然而由於謝成在5月15日才向淡水支廳申請核發海外旅行券，無法與蘇東海等人同行:84。
5月21日，張重三與蘇東海從淡水謝成的家寄兩封信給賴淵國，但這兩封信被大庄派出所的渡邊巡查叫保正從郵差手上攔截（以代為轉交為藉口），之後交給員林支廳:84。警方認為這兩封信與某些陰謀有關，遂照會臺北方面進行調查:23:84、85。蘇東海、林元、陳生三人在5月21日時已搭乘自淡水前往廈門的輪船「大仁丸」，但在船隻停泊於基隆港時，被得到通知的警方攔截，押送到基隆支廳:85。未同行的謝成則在淡水被捕，押解到淡水支廳:85。
而在蘇東海被拘留期間，於5月26日以15圓為代價託正要出獄的詐欺犯坂本憲寄三封信，分別給其父蘇登科、謝成、賴淵國，通知他們自己被拘留在基隆的消息，且要做簡單的串供:191:85。然而寄給賴淵國的信被攔截查獲，警方以此信和以前獲得的種種情報為線索追查後發現是余清芳跟羅俊要起事，並派人前往中國糾集同志，於是對二人及相關人士展開緝捕行動:24:191、192。
據說余清芳在籌備起事時，將「革命黨員名冊」藏在西來庵神像底下，以為會有神明庇祐:189。但後來因參與者日漸增加，名冊也隨之增厚，余清芳怕惹人注目，一度將名冊取走想另找他處藏起，但最後還是放回神像底下:189。然而神像忽高忽低的事被一名常到西來庵走動的日警注意到，他趁余清芳不在時去查看，結果發現了名冊，但他並未打草驚蛇直接取走名冊:189。在此之後，有一說是該名警察返回警局後帶人來搜查西來庵，將名冊取走，也令抗日行動敗露:189。另一說是該名日警是將名冊抄錄下來，等到時機成熟時才發起大規模的逮捕行動:190。

#### 緝捕
6月1日，臺北地方法院檢察官長與警察本署取得聯繫後，警察本署照會臺中臺南等廳長，展開拘捕行動:86。當日（6月1日）賴淵國、賴氷、賴阿川等人便被逮捕:86。有關當局也透過保甲會議，通令各地搜查相關人士，並訂出獎懲規定:86。
6月26日下午，蘇東海之父蘇登科於阿緱廳蕃薯藔支廳管轄的車輦山被捕:87。6月29日，羅俊走避不及，於嘉義竹崎遭到逮捕。余清芳於事洩後即潛入山中，帶領剩下的人及募來的款項逃往江定的秘密基地:190，和江定商討對策。

### 起事
8月，余清芳、江定奇襲多處警察廳，先是叫人假裝郵差送信，警員一開門，他們就立刻衝入警察廳，屠殺警員。但在南庄派出所遇到困境，該所警員警覺性高，並未被騙開門，余清芳就劫掠附近的民宅，取得煤油與各種燃料之後，焚燒南庄派出所，襲殺眾多日警甚至是其眷屬，逼近大目降（今臺南市新化區）。
1915年8月22日，余清芳在王萊莊（今臺南市楠西區），鄉人設宴款待，卻在酒酣耳熱之際，將余清芳綁縛，送交日軍。江定则至次年（1916年）4月始被臺灣總督府劝降，總督府派人向江定表示，只要他出降，絕不追究，加之糧食、武器匱乏，江定與部屬272人下山向總督府投降。5月18日，總督府在受降完毕後，深夜出动大批警察将江定等272位受降者全部逮捕。

### 日軍屠殺
日軍後續追擊與清鄉，對起義的台灣人進行了有據可查的屠殺，按戶政資料與考證，8月3日起在楠西密枝庄殺害16人，竹圍莊屠莊，男女老少皆死，死亡人數251人。玉井沙仔田莊焚莊，死亡人數82人。玉井國小萬人堆旁斬首刑場，人數不詳，芒仔芒莊死亡36人，內莊仔莊及木公莊屠村死亡119人，另有抗日份子數十人遭斬首收埋於當地廟宇，南莊、菁埔寮莊各為死亡114人及109人，北寮莊斬首45人，竹頭崎莊死亡185人，崗仔林莊屠殺69人。牛埔滅村，甲仙埔四社寮地區為義軍遭追擊解散區域，四散許多遺骨，阿里關、檨仔坑坪頂等地皆有殺人埔，另新化四處殺人埔應為左鎮、南化、玉井兩百多居民遭殺戮地點。
事件結束後，西來庵以「邪教組織根據地」被拆毀，多數神像火化。
臺南的臺灣話俚語曰：「余清芳，害死王爺公。王爺公無保庇，害死蘇阿志。蘇阿志無仁義，害死鄭阿利。」（「害死王爺公」或作「趕走亭仔脚王爺公」）就是在講述此事。

## 事後發展

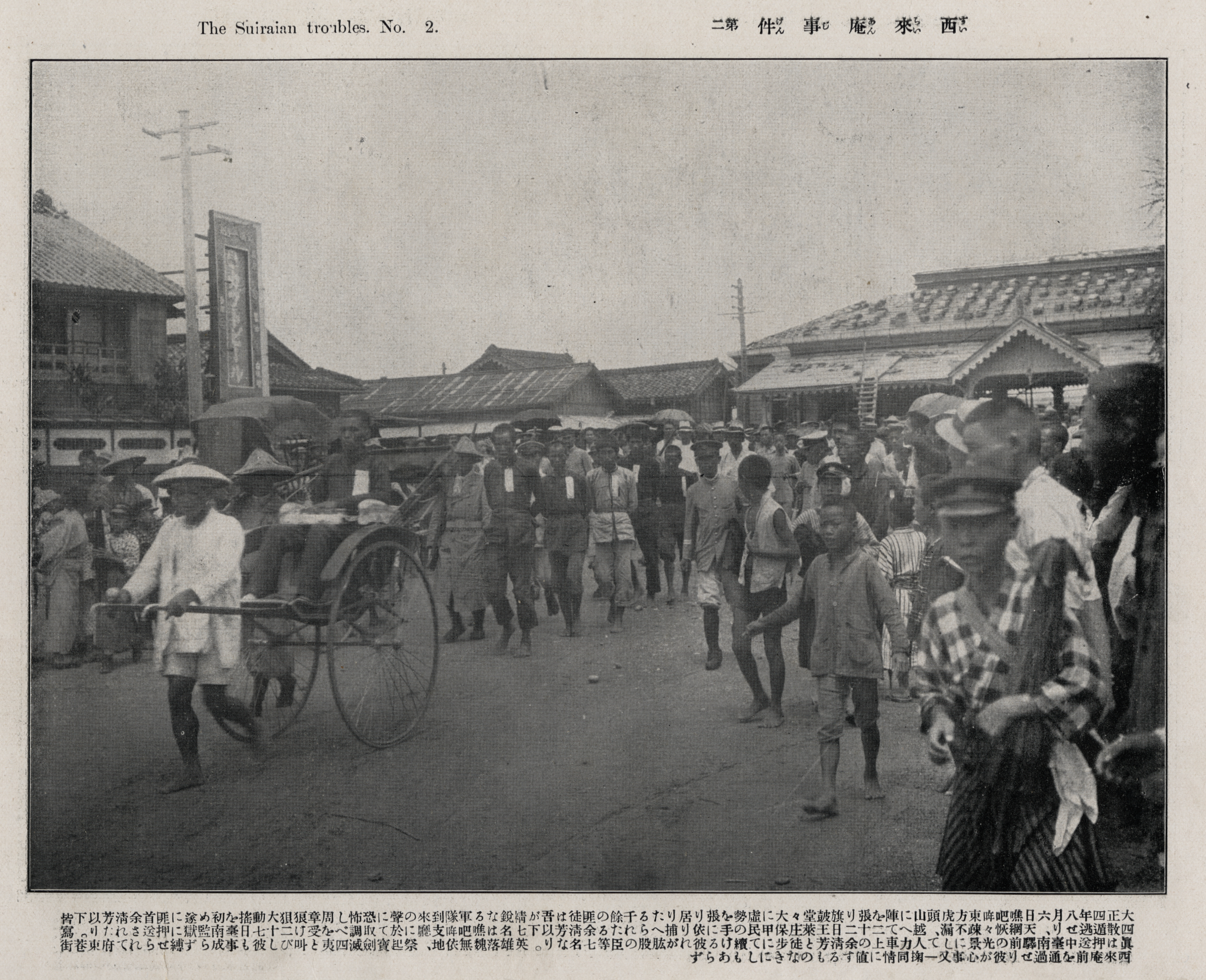
余清芳等人被押解經過台南停車場前

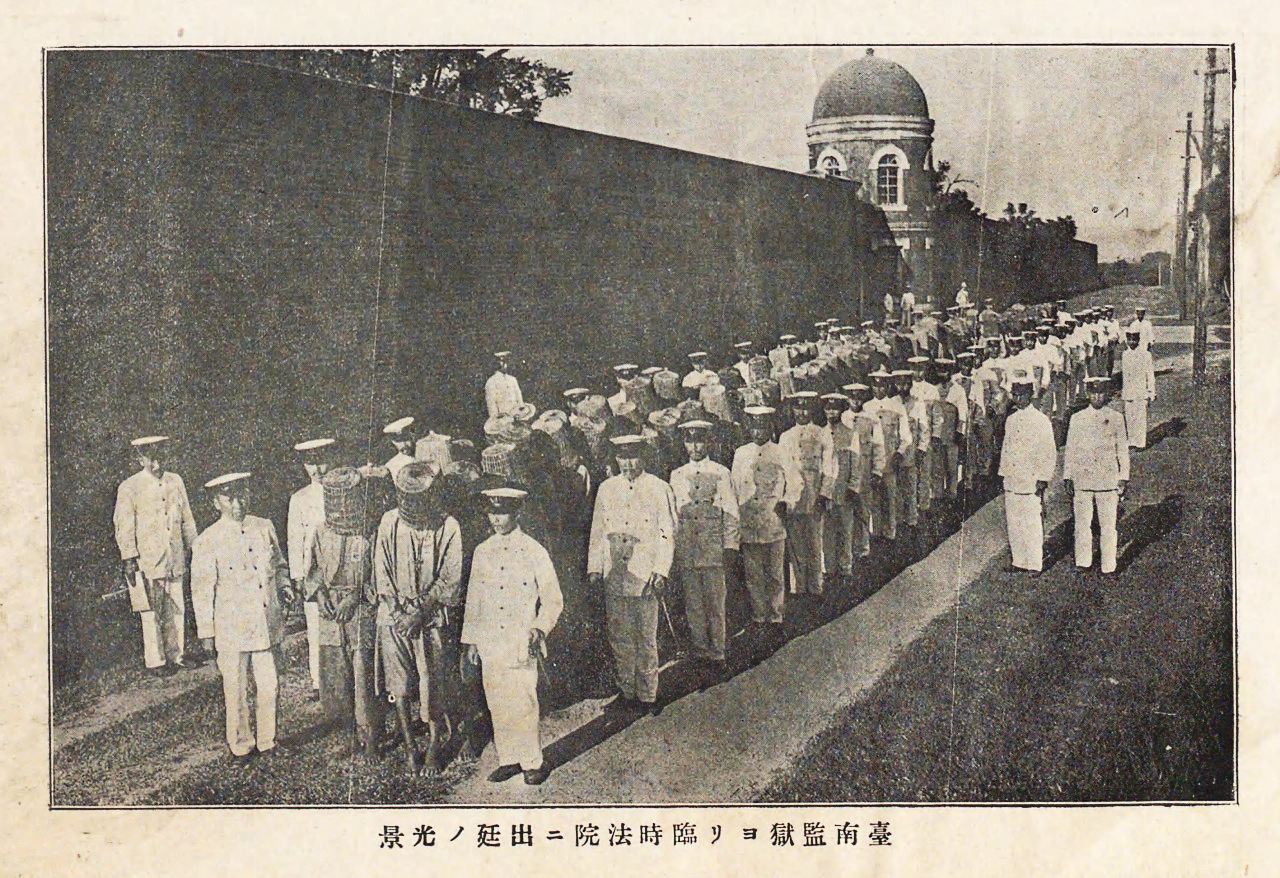
西來庵事件被告人

由於參與事件者遍布全臺各地，據臺灣總督府統計，被捕的人數多達1,957人，其中在臺南開設的臨時法庭中，被判處死刑者，除主事者余清芳、羅俊、江定外，高達866人。之後，事情傳回日本國內，反對黨將好幾名殖民官送去國會審問，造成多名官員事後下台，後來在日本國內與國際輿論壓力下，1915年11月10日安東貞美總督以大正天皇即位為由，四分之三的死刑犯被特赦為無期徒刑，少數人雖然判決無罪，但再也沒有回到家中。
此事件後，臺灣總督府才開始整飭臺灣民間信仰，以避免類似起事事件再發生。認為迷信不可取，臺灣教育失敗，總督府也因此事件，展開更深入的宗教「慣習」調查。
西来庵事件結束，亦使臺灣人認識到由於軍事實力的懸殊，抗日起義舉動斷然不可行，民眾開始以和平方式爭取民主與自治，從此由武裝暴力轉型為以社會運動與政治訴求的政治抗爭運動，所以西来庵事件也成為臺灣漢人有紀錄以來的最後一次武裝抗日。不過在國際社會上，這事件雖然規模較大，知名度仍舊不及原住民抗日的霧社事件。有學者認為，宗教因素並非孤立本質，其實是台灣人不滿當時臺灣總督府治臺政策的自發抗爭。

### 相關地名
根據台南市政府文化局田野調查及中央研究院近代史研究所研究員康豹的調查，與西來庵事件的屠殺相關地名如下：
1. 龜丹林口殺人埔，位於龜丹溪畔茄苳橋旁，地名由來，1915年日軍抵達龜丹時，面對游擊反抗而屠殺，由於靈異事件頻傳引起地方居民恐慌，於是在附近建萬姓公廟。[16]
2. 玉井萬人塚，位於玉井國小西北側斜坡，1940年興建玉井國小時，挖出大量骨骸，當地人稱為萬人塚。[16]
3. 南化竹頭崎萬人堆，竹頭崎16歲以上男丁遭日警誘至今玉山國小旁空地，以機槍掃射屠殺殆盡，今竹頭崎村民農曆6月28仍有祭祖習俗，係由此事件而來。[16]
4. 南化北寮殺人埔，1915年北寮日警將北寮庄成年男丁抓到派出所關押三日，隨後押至今北寮派出所前橋上，以武士刀將村民一一斬首，血水染紅溪流，屍首葬於北寮國小後方，又萬靈堆。[16]
5. 玉井竹圍火燒庄，1915年8月6日，日軍展開屠殺，竹圍遭焚毀三百戶，至今仍有三處建築遭火焚遺跡。[16]
6. 左鎮社寮福德宮，日軍於社寮附近香蕉園斬殺7名反抗軍，當地居民收遺骨入祀社寮福德宮，並有抗日烈士牌位。[16]
7. 龜丹埔頭仔萬人堆，埔頭仔為日軍主要屠殺區，遭屠殺村民就地掩埋，現已成為一片樹林及小木屋區。[16][23]
8. 左鎮木公庄殺人埔，由於內庄仔庄保正嚴朝陽收留余清芳等人泊宿，木公庄遭到日軍報復性無差別屠殺，男女老少悉數殺死，幼兒則反鎖關押於木公庄三界公廟公厝，放火焚燒，慘不忍睹。[16]
9. 左鎮內庄仔庄殺人埔，保正嚴朝陽收留余清芳等人泊宿，內庄仔庄遭到日軍報復性無差別屠殺，並將庄內保中宮焚毀，此廟於1931年重建。[16]
10. 左鎮崗仔林庄萬人堆，婦孺遭日警關押於公厝放火活活燒死，現為一片檳榔園，已看不出遺跡，男丁遭日軍斬首於雙港溪畔崗仔林萬人堆，現收收埋於岡林萬姓爺祠。[16]
11. 左鎮牛埔殺人埔，牛埔庄屠庄後，靈異事件頻傳，該地幾乎無人居住，屠殺地現為一山神與土地神小祠。[16]
12. 左鎮菜寮老君祠萬人塚，無辜庄民遭日警抓至菜寮派出所，手穿繩洞集體押至今老君祠後方土坡斬首，今老君祠有碑文記載此故事。[16]
13. 新化萬人塚，2014年3月14日臺南市新化區附近多處發現三千多具骨骸，地方人士懷疑此為噍吧哖抗日者，據稱部分抗日者雖然被判決無罪，但他們沒有回到家，疑似遭到殺害，不過這批骨骸的身份仍待考証。[24]

## 紀念
1977年台南縣政府於南化鄉（今南化區）設立「噍吧哖起義抗日烈士紀念碑」與玉井虎頭山立「抗日烈士余清芳紀念碑」，以彰義士之忠烈，並於2012年完成修復落成，2010年代末，台南縣政府於玉井鄉（今玉井區）增建一座「噍吧哖紀念公園」。而當時起義的地點南化鄉、玉井等地皆設有「忠烈廟」、「懷恩堂」等忠烈祠，奉祀革命義士的神位。台南民間也私設有「西來庵噍吧哖紀念館」的宮廟，臺南市政府文化局將玉井舊糖廠的招待所等建物保留並修建為「噍吧哖事件紀念園區」，原本預計於2015年10月底到11月初前完工，最後在該年11月27日舉行揭幕儀式。
西來庵事件的故事在2012年被台灣本土樂團拷秋勤放進歌曲《官逼民反》的歌詞裡，其MV也選在臺南市玉井區虎頭山的余清芳紀念碑拍攝。

## 相關研究及史料
(按照作者姓氏之漢語拼音順序排列)
- 方孝謙[32]，1996，西來庵事變的象徵意義初探：果報、財富與兩性關係在有關善書中的鋪演，見張炎憲、陳美蓉、黎中光編，台灣近百年史論文集，頁213-34。台北：吳三連台灣史料基金會。
- 林衡道主編，1975，余清芳抗日革命檔案(共四輯八冊)。台中：台灣省文獻委員會。
- 蘇乃加，2002，日據時期臺灣武裝抗日事件之研究：以西來庵事件為探討主題 （页面存档备份，存于）。中國文化大學日本研究所碩士論文。
- 秦風，2005，《嵗月臺灣，1915西來庵事件》廣西師範大學出版社。
- 康豹.  (PDF). 中央研究院近代史研究所. 2007  [2013-04-16]. （原始内容存档 (PDF)于2021-03-01）.
- 康豹. . 文明叢書14 (三民書局). 2006-06-01: 160頁 [2006]. ISBN 978-957-144-427-7.

## 外部連結
政府
- 尋訪1915噍吧哖事件歷史場景，起事、交戰、清鄉、審判、立祠，臺南市政府文化局
- 楊欽堯. . 電子報第33期. 國史館臺灣文獻館. 2009-06-26. （原始内容存档于2013-04-19）.
- 染血的山谷 （页面存档备份，存于） ，康豹，中央研究院近代史研究所

媒體
- 噍吧哖抗日事件 地方盼訂「86紀念日」, 聯合影音新聞 (出自:聯合影音新聞)
- 六堆常民人物誌《Una 是客家人嗎？》，片中提到了噍吧哖抗日事件的主角之一江定 （页面存档备份，存于）(導演：馬耀·比吼)

其他
- 南瀛抗日人物誌 ,涂順從 [永久]
- 西來庵革命事件 （页面存档备份，存于）
- 南化鄉忠魂塔、懷恩堂